# 太政官
太政官（だいじょうかん、だじょうかん、おおいまつりごとのつかさ）とは、645年の大化の改新に設立され、701年の大宝律令施行で正式に制度化された、律令制における最高国家機関。
太政官は、律令制に基づき司法・行政・立法を司った。長官は太政大臣（だいじょうだいじん）。ただし通常はこれに次ぐ左大臣と右大臣が実質的な長官としての役割を担った。事務局として少納言局と左右弁官局が附属する。唐名から尚書省（しょうしょしょう）、都省（としょう）とも呼ばれた。和名では「オホイマツリゴトノツカサ（於保伊萬豆利古止乃官）」と読まれている。
鎌倉時代から始まる武家政権の時代には実質的には機能しなかったが、武家政権の代表が太政官の大臣に就くことでその権威を保障した。

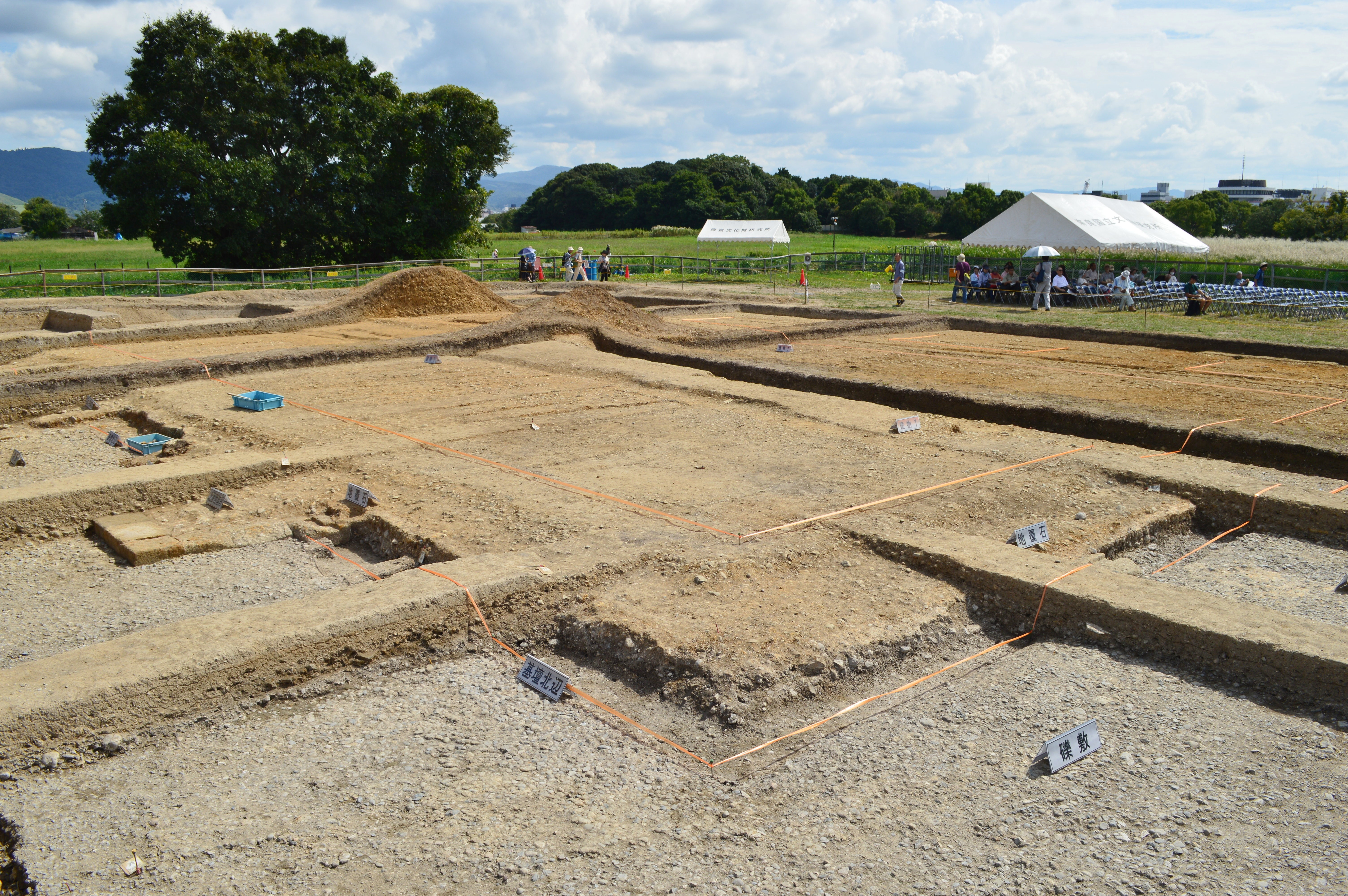
平城宮 推定太政官跡2019年発掘調査時。

## 概要
古代日本において中国から律令制を導入する際、祭祀を行う神祇官と政治を司る太政官を明確に分けた。太政官の原型は天武天皇の時代に形成された。初期の太政官には「納言」と「大弁官」という職があったが、飛鳥浄御原令で、納言は大中小の3つに、大弁官は左右に大中小とする6つに分割された。中納言は大宝令成立時に廃止されたが、4年後に復置されている。太政官は中務省、式部省、民部省、治部省、兵部省、刑部省、大蔵省、宮内省の八省を統括する最高機関である（因事管隷）。尚、天平宝字2年（758年）から同8年（764年）まで乾政官（けんせいかん）と改称されていた時期がある（官職の唐風改称）。平安時代になると、本来、律令で定められていない令外官にすぎなかった摂政や関白が、天皇の代理として政治を執り行ったため、相対的に地位が低下したが、国政に関する最高機関として機能し続けた。武家社会の時代に入っても、鎌倉時代には政務機関として機能していたが、室町時代になると次第に形骸化が進み、単純に格式を表す職名になった。明治維新で律令制が廃止されるまで存在した。

## 太政官の職
太政官も、律令制の他の官制と同じように、長官（かみ）、次官（すけ）、判官（じょう）、主典（さかん）の四階級が存在する。太政官は、機構としては政策決定機関である議政官（ぎじょうかん）と、事務部門である少納言局・左弁官局・右弁官局及び臨時監察官である巡察使に分かれた。その下に八省が置かれた。太政官は唐の制度における門下省と尚書省の役割を統合した性格を有しており、門下省的な役割を担った少納言局と、尚書省的な役割を担った弁官局が並立しており、元来は少納言局が判官・主典、弁官局が太政官から独立した性格を持つ品官として位置づけられたとする見方や、反対に弁官局が判官・主典を構成しており、大納言―少納言は天皇への奏上・天皇からの奉勅を行う仕奉の役割を担った独自の役割であったものが大宝令によって初めて四等官に組み込まれたとする説がある。後に、議政官が実際の審議機関となったことによって少納言局の権限が形骸化する一方で、行政事務を管轄する弁官局の力が強まって、外記に対しても影響を行使するようになったとされている。やがて少納言局から外記局が分立し、少納言局・左弁官局・右弁官局・外記局に属する官人は政官（じょうかん）と称された。地方官も左右弁官局の共同管理下に置かれている。
- 長官（かみ）
  - 太政大臣 - 常設の地位ではなく、則闕の官とも呼ばれた。
  - 左大臣 - 事実上の行政最高責任者
  - 右大臣 - 左大臣の補佐を行う
  - 内大臣 - 大宝律令以前からの内臣の後身。平安時代に令外官として常制化する。
  - 知太政官事 - 令外官の一つ。正式な太政大臣を任命できない時に太政大臣が必要になった時に設置された。任命例は4度しかなく全て飛鳥時代・奈良時代のものである。皇族以外への任命例はない。
- 次官（すけ）
  - 大納言
  - 中納言 - 大宝律令では廃止され、令外官として復活する。
  - 参議 - 令外官・一時観察使に改編されるが復活
- 判官（じょう）
  - 左大弁、左中弁、左少弁 - 左弁官局を司る。下に四省を持つ。
  - 右大弁、右中弁、右少弁 - 右弁官局を司る。下に四省を持つ。
  - 少納言 - 少納言局を司る。
- 主典（さかん）
  - 左大史、左少史 - 左弁官局に属して事務を行う。
  - 右大史、右少史 - 右弁官局に属して事務を行う。
  - 大外記、少外記 - 少納言局に属して書記を行う。
- 巡察使 - 臨時に諸国を監察する。

## 庁舎
太政官の庁舎は「太政官庁」または「官庁」と呼ばれ、大内裏の中の八省院の東に置かれた。
太政官庁は天皇の即位礼の会場であったことから、鎌倉時代に大内裏が荒廃して太政官の機能が内裏に移された後も設備の一部は引き続き再建・存続し続けていたが、応仁の乱で残された施設も焼失して朝廷には再興する費用がなく、後柏原天皇の即位式の際には内裏を大内裏に見立てて実施されてそちらが慣例化したため、再建されることがなくなった。

## 唐の律令制との違い
古代中国では、八省の上にあってこれを統括し、また皇帝を補佐して政策を審議する機関のことを「台閣」と呼んだ。日本でも律令制が導入されて太政官が八省の上に置かれると、政策決定機関である議政官のことを特に唐名で「台閣」（たいかく）と呼ぶようになった。この呼称は明治の太政官制にも引き継がれ、やがてこれを言い替えた「内閣」を中心とする内閣制度が、1885年に太政官制に取って代わった。
唐の律令制では、中書・門下・尚書の三つをひっくるめて、太政官と呼称したが、この尚書の中の一つの部に神祇祭祀を司る「祠部」があるものの、日本のように神祇官と太政官の二つを置いて、並列した官として扱っているわけではなく、この点が異なることからも、日本の太政官（および神祇官）はオリジナルの律令である。このことは、日本が中国律令制をそのまま導入したのではなく、国風実情に合わせて日本律令を形成していったことを示している。